# Document (álbum)
Document (Documento en español) es el nombre del quinto álbum de estudio de la banda estadounidense procedente de Georgia, R.E.M.. El álbum fue publicado en 1987, poco tiempo después del lanzamiento de su álbum de rarezas Dead Letter Office. Es el último álbum de material nuevo que la banda publica con su antigua discográfica I.R.S. Records.

## Detalles
"Document" fue el primer coproducido por Scott Litt y la banda, cuya colaboración estaría presente en los posteriores álbumes de R.E.M., Green, Out of Time, Automatic for the People, Monster y New Adventures in Hi-Fi y el éxito que tuvieron. Con este álbum, R.E.M. alcanzó su primer Top 10 en las listas estadounidenses con The One I Love, que alcanzó el número 9 y consiguieron su primer disco de platino.

### Canciones
Algunas canciones del álbum hacen referencia a la situación de Estados Unidos en la época en la que se lanzó el disco, como el escepticismo estadounidense surgido durante la era de Ronald Reagan, especialmente en relación con la situación con Irán.
La canción "Strange" fue originariamente grabada por la banda pos-punk Wire, aunque se hicieron algunas modificaciones en la letra.

### Portada
Originalmente en la portada del álbum figuraría el mensaje "File Under Fire" (Documento bajo el fuego), una referencia a lo que Michael Stipe consideró el tema central de la lírica del disco. Un texto similar ("File Under Water", Documento bajo el agua) se puede encontrar en la portada del segundo álbum de la banda Recknoning y en el álbum recopilatorio Eponymous ("File Under Grain", Documento bajo el grano). 
Algunos de los nombres que se barajaron para el álbum fueron: Mr. Evil Breakfast, Skin Up with R.E.M. y Last Train to Disneyland.

## Lista de pistas
Todas las canciones están escritas por los miembros de la banda salvo las indicadas.
1. "Finest Worksong" – 3:48
2. "Welcome to the Occupation" – 2:46
3. "Exhuming McCarthy" – 3:19
4. "Disturbance at the Heron House" – 3:32
5. "Strange" (B.C. Gilbert, Graham Lewis, Colin Newman, Robert Gotobed, miembros de Wire) – 2:31
6. "It's the End of the World as We Know It (And I Feel Fine)" – 4:05
7. "The One I Love" – 3:17
8. "Fireplace" – 3:22
9. "Lightnin' Hopkins" – 3:20
10. "King of Birds" – 4:09
11. "Oddfellows Local 151" – 5:21

## Miembros
- Bill Berry – batería, voz
- Peter Buck – guitarra
- Mike Mills – bajo, voz
- Michael Stipe – voz principal